# Madonna en la cultura popular
Madonna es una artista y empresaria estadounidense que debutó en escena en el año de 1983. Desde entonces, ha sido una figura de la cultura popular de su país y del mundo dando origen a numerosos estudios de escrutinio académico.
Según los expertos, Madonna es la primera figura multimedia en la historia de la cultura popular, y el icono pop más grande y socialmente el más importante del mundo, así como el más controvertido. Adicional a esto, es el artista más analizado en la historia musical. El periodista Peter Robinson de The Guardian consideró que «Madonna prácticamente inventó la fama pop contemporánea, por lo que hay un poco de ella en el ADN de cada cosa moderna del pop». De esta manera, sus referencias culturales se encuentran desde las artes, la gastronomía, las ciencias, name-droppings y cada rama del entretenimiento.
La crítica coincide que su legado a la cultura popular «es innegable». Sin embargo, hay muchos expertos que sugieren más que eso. El académico intelectual francés Georges-Claude Guilbert expresó que Madonna siempre ha sido aceptada como un icono de la cultura popular, pero expresó que tiene una mayor importancia cultural, como un mito que goza de aparente universalismo y atemporalidad. Juan Sardá de El Cultural comentó que «Madonna supera las leyes de la física, el tiempo, la cultura popular e incluso la metafísica. Ninguna estrella de la música ha sido capaz de mantener el mismo estatus durante más de 35 años».
También hay muchas personalidades influyentes en el mundo que demuestran una perspectiva contradictoria de Madonna como un personaje en la cultura popular, Por ejemplo, la política Tipper Gore expuso que la cultura popular está en bancarrota moral, es completamente materialista y Madonna es la peor representante. Madonna es conocida con diversos alias y títulos honoríficos en la música popular, incluyendo la «Reina del Pop».

## Contexto

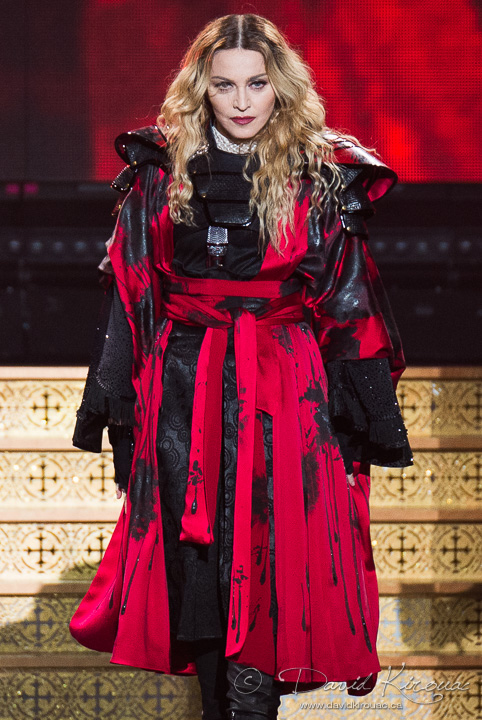
Madonna en 2015 durante la realización del Rebel Heart Tour.

Madonna es la primera figura multimedia en la historia de la cultura popular. Como un personaje de la cultura popular ha atraído diversos análisis de escrutinio por parte de los académicos universitarios y periodistas de los medios de comunicación masivos. Los autores de la Enciclopedia Gay comentan que «la academia norteamericana se ha hecho eco de su influencia duradera en la cultura popular creando una curiosa disciplina: los Madonna Studies». El profesor James L. Machor dijo que ella es un «recurso importante de la cultura popular». Esto se puede ver recientemente en tesis y clases universitarias como de la Universidad Complutense de Madrid y Universidad de Oviedo. Según el profesor Ignacio Díaz Ruíz, ella es «el icono de la cultura popular global».
Los académicos de la Universidad de Rutgers comentan que la cantante «se ha convertido en el icono pop más grande y socialmente el más importante del mundo, así como el más controvertido». El crítico teórico, Douglas Kellner la describió como un «icono de la cultura popular de gran influencia y la cantante más discutida en la música popular». Los autores de la Enciclopedia Gay escribieron que «Madonna es el non plus ultra de la cultura pop, la figura más importante del mundo del espectáculo y la reina del planeta». Aún para 2012, el Periódico Diagonal concluyó que Madonna es la presencia más influyente de la cultura popular actual. Juan Sardá de El Cultural comentó:

Madonna supera las leyes de la física, el tiempo, la cultura popular e incluso la metafísica. Ninguna estrella de la música ha sido capaz de mantener el mismo estatus durante más de 35 años, reinventándose constantemente pero sin dejar de ser nunca ella misma, Madonna es ya un personaje histórico y al mismo tiempo una artista dispuesta a conquistar el mundo una y otra vez con el mismo ímpetu y energía como si fuera la primera vez.

El psicólogo John Fiske explica que «los "usuarios" de la cultura popular son los admiradores de artefactos culturales que van desde los blue jeans hasta Madonna. En este sentido, la cultura popular nunca es dominante, porque siempre surge como una reacción contra las fuerzas de dominación y nunca parte de ellas». Según explica el autor del libro Cultura en América Latina: deslindes de fin de siglo Ignacio Díaz Ruíz, «Madonna es el icono de la cultura popular global. Su persona es una versión desacralizada de un icono religioso, reciclado en una persona sexualmente provocativa, dueña de su propio destino, triunfalista». Ana Marta González en su ensayo sobre cultura posmoderna escribió que «el fenómeno de Madonna, se debe a la inversión de lo convencional, con el fin de sorprender y epatar... es una clave que, sin haber estado nunca del todo ausente en la historia de la cultura, podemos asociar de forma programática al movimiento dadaísta que en los años veinte hizo del escándalo de la burguesía uno de sus objetivos principales».
La crítica coincide que «su legado a la cultura popular no es discutible». La revista Vogue en su versión mexicana la denominó como el más sólido ícono posmoderno de la cultura popular. La historiadora Jasmina Tešanović al igual que otros autores, señaló que «los cambios de Madonna están bien calculados», pero al final la llamó como uno «de los artistas más leales de la cultura pop». La autora del ensayo académico The Madonna Connection: Representational Politics, Subcultural Identities, and Cultural Theory, Cathy Schwichtenberg dijo que «a diferencia de mis incursiones anteriores en la cultura popular, al escribir sobre Madonna había producido contactos con otras personas fuera de la academia que disuelven las fronteras entre lo público y lo privado, académico y popular, teoría y práctica».
Rolling Stone de España escribió que «Madonna se convirtió en la primera maestra viral del pop, años antes que se utilizara masivamente Internet. Madonna estaba en todas partes, en los todopoderoso canales de televisión de música, radio fórmulas, portadas de revistas e incluso en las librerías. Una dialéctica pop, nunca vista desde el reinado de The Beatles, lo que le permitió mantenerse en el borde de la tendencia y la comercialidad». Juan Restrepo de Yahoo! en su artículo de «Todos los caminos conducen a Madonna» mencionó lo siguiente:

Con Madonna sucede algo que no tiene paralelo en la música y la cultura popular en general. Ella es su propia corriente. Madonna termina inevitablemente presente en la vida de casi todos los cantantes en el mundo, ya sea al principio o al final de sus carreras. Ella es la fuente de inspiración y la meta de conquistar».

Sin embargo, ha recibido críticas por su rol como personaje de la cultura popular. La activista estadounidense Tipper Gore comentó: «La cultura popular está en bancarrota moral, es flagrantemente depravada y completamente materialista y Madonna es la peor representante».

### Uso del nombre «Madonna» en la cultura popular
El nombre «Madonna» es uno de los más famosos del mundo. En la cultura académica y editorial, su nombre es utilizado como un título por los críticos, periodistas de medios de comunicación, académicos universitarios o aficionados para referirse a otras celebridades (generalmente mujeres) o incluso, empresas; debido a sus impactos en sus respectivos trabajos. Aunque la prensa rosa por lo general utilizan listas para presentar «a la nueva o siguiente Madonna», las referencias en la cultura sobre esta tendencia es tan variada como aparecer en crucigramas y las fuentes de antaño pueden datar al menos desde la década de 1990. Provinientes de los cinco continentes, estos artistas pueden ser influenciados o no por la cantante, mientras otros sólo son comparados por tener un estilo parecido a Madonna.
El rapero Eminem también se le ha conocido por la prensa en alguna oportunidad como el «siguiente Madonna». Él escribió en una de sus producciones llamada «Fubba U cubba cubba» la lírica «press thinks I'm the new Madonna» (en español: «la prensa piensa que soy el nuevo Madonna»). También hay casos en que los propios artistas han declarado querer ser «la próxima Madonna» (en las variaciones que tiene la tendencia), incluyendo Rihanna o Miley Cyrus. En 2015, la propia artista nombró al rapero Kanye West como la «Madonna negra». Sin embargo, en ese mismo año Lady Gaga dijo: «algunos dicen que yo soy la siguiente Madonna, pero no, yo soy la siguiente Iron Maiden». Paul McCartney dijo que Lady Gaga podría ser la nueva Madonna.
Courtney E. Smith en su libro del 2011 Record Collecting for Girls publicado a través de la editorial educativa, Houghton Mifflin Harcourt, escribió lo siguiente:

«Has estado con Madonna a través de [su] triunfo. Tú, junto con el mundo, han idolatrado como ella se reinventó a sí misma, empujó los límites de la conducta aceptable y la feminidad y redefinió lo que una estrella del pop femenino lograría. Tú probablemente has notado que alrededor del año 2000, la prensa musical comienza la búsqueda de "la siguiente Madonna". Cuando empezó todo este parloteo de la "siguiente Madonna", una joven advenedizo llamada Britney Spears parecía estar preparada para llevarse la corona. Más recientemente, Lady Gaga ha sido la candidata favorita como "la siguiente Madonna" con la aprobación proveniente de periodistas musicales, Kanye West y Jonas Åkerlund, y una gran franja de escritores de música. Para aquellos que no han sido nombrados como candidatos para el trono, siempre existe la auto-nominación, y la opción de que Miley Cyurs, Rihanna y Avril Lavigne han abrazado».

A continuación una pequeña lista como ejemplo de la tendencia cultural sobre el nombre de «Madonna» en otras personalidades a través del mundo. Las referencias varían desde publicaciones académicas hasta musicales
- Alisha Chinai: «La Madonna india»[30]
- Anna Vissi: «La Madonna griega»[31]
- Anita Mui: «La Madonna de Asia»[32]
- Ayi Jihu: «La Madonna de China»[33]
- Ayumi Hamasaki: «La Madonna de Japón»[34]
- Beyoncé: «La Madonna Negra»[35]
- Brenda Fassie: «La Madonna Negra» o «La Madonna de los municipios»[36][37]
- Bleona: «La Madonna de Albania»[38]
- Britney Spears: «La Madonna moderna»[39]
- Christina Rosenvinge: «La Madonna española»[40]
- Eminem: «El próximo Madonna»[41]
- Gloria Trevi: «La Madonna de México»[42]
- Gloria Estefan: «La Madonna Latina»[43]
- Hande Yener: «La Madonna de Turquía»[44]
- Jacqueline Kennedy Onassis: «La Madonna norteamericana»[45]
- Jolin Tsai: «La Madonna china»[46]
- Kylie Minogue: «La nueva Madonna»[47]
- Kylie Jenner: «La Madonna moderna»[48]
- Lady Gaga: «La nueva Madonna» o «La siguiente Madonna»[29][49]
- Lynda Trang Đài: «La Madonna de Vietnam»[50]
- Marta Sánchez: «La Madonna española»[51]
- Martina Stoessel: «La Madonna adolescente» o «La nueva Madonna»[52][53]
- Miley Cyrus: «La nueva Madonna»[54]
- Mylène Farmer: «La Madonna de Francia»[55]
- Namie Amuro: «La Madonna de Japón»[56]
- Ofra Haza: «La Madonna de Israel» o «La Madonna del Este»[57][58]
- Paulina Rubio: «La Madonna de México» o «La Madonna Latina»[59]
- Pixie Lott: «La próxima Madonna»[60]
- Rihanna: «La Madonna negra»[61]
- Samantha Fox: «La Madonna británica»[62]
- Sa Ding Ding: «La Madonna china»[63][64]
- Selena: «La Madonna de México»[65]
- Sezen Aksu: «La Madonna de Turquía»[66]
- Sky Ferreira: «la nueva Madonna»[67]
- Shakira: «La Madonna Latina»[68]
- Thalía: «La Madonna Latina» o «La Madonna del mercado hispano»[69][70]
- Tarja Turunen: «La Madonna del Metal»[71]
- Yahoo!: «La Madonna de los medios digitales»[72]
- Yulduz Usmanova: «La Madonna de Uzbekistan»[73]
- Yuri: «La Madonna de México» o «La Madonna hispana»[74][75]

### Álbumes

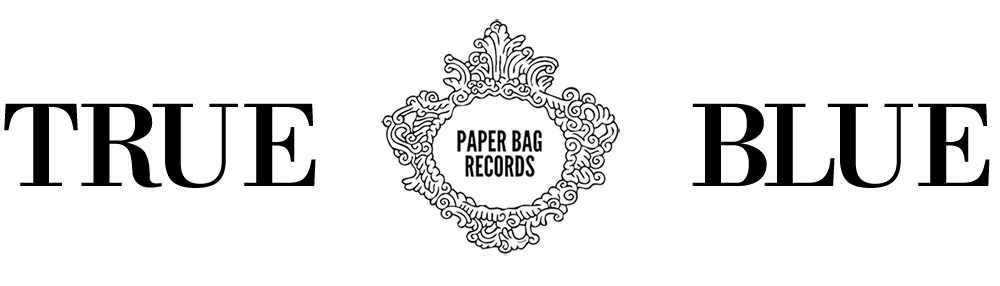
Logotipo del álbum tributo a True Blue de la disquera Paper Bag Records.

- (2010) Glee: The Music, The Power of Madonna por Glee
- (2011) Rockabye Baby! Lullaby Renditions of Madonna por Rockabye baby![78]
- (2007) Through the Wilderness: A Tribute to Madonna por varios artistas de música folk[79]
- (2011) Paper Bag Records is True Blue por la compañía discográfica Paper Bag Records[80]
- (1988) The Whitey Album por la banda tributo Ciccone Youth
- (1998) Material Girl: RPO Plays Music of Madonna por la Royal Philharmonic Orchestra[81]
- (1999) Virgin Voices: A Tribute to Madonna, Vol. 1 por varios artistas, incluidos Berlin, Information Society, Boy George hasta Dead or Alive, KMFDM y Loleatta Holloway[82]

### Arte

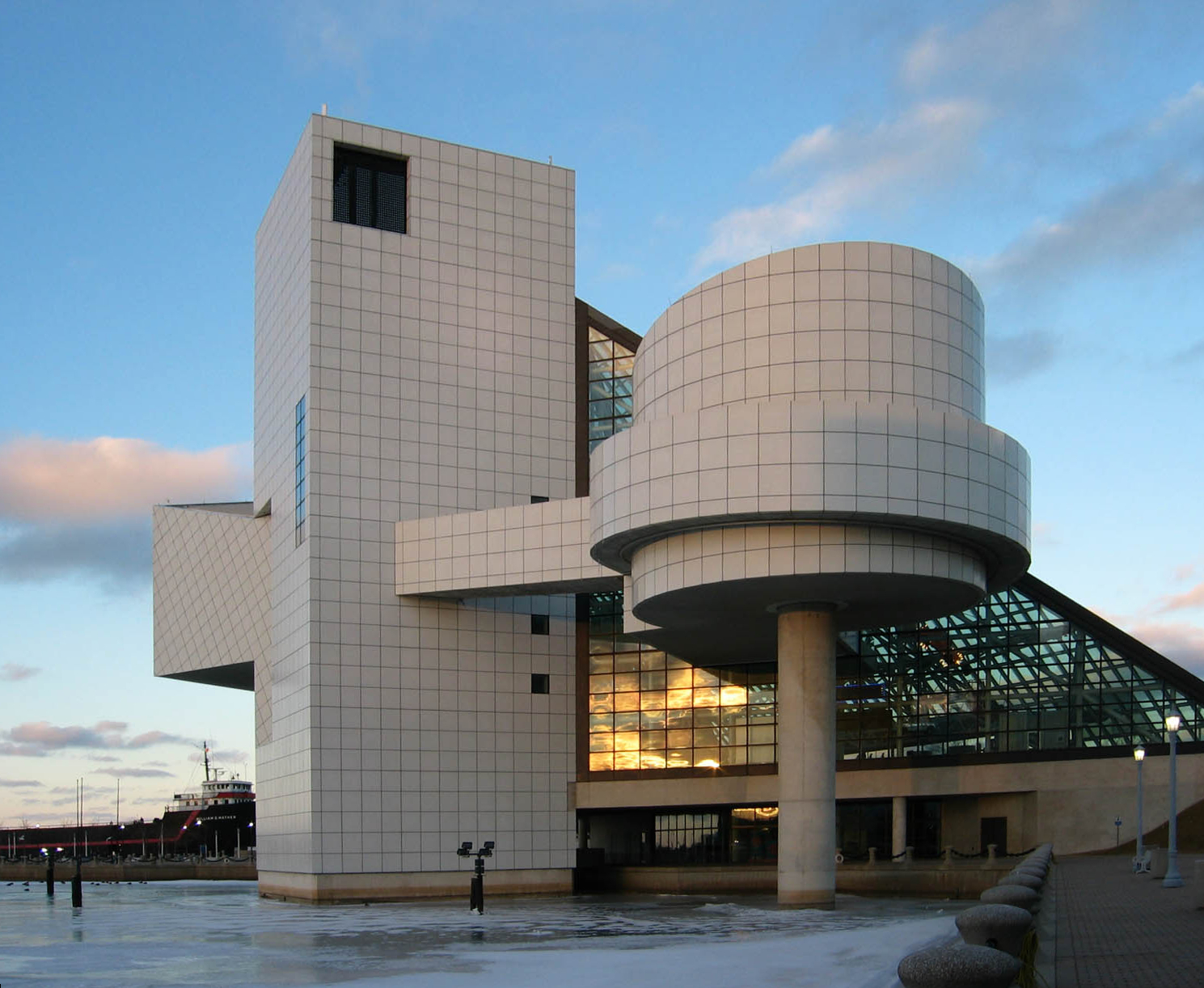
Madonna es una artista inducida al Salón de la Fama del Rock.

- Salón de la Fama del Rock:

Ella es una artista incluida en el museo del Salón de la Fama del Rock
- Salón de la Fama del Reino Unido

Ella es una artista inducida en este Salón de la Fama del Reino Unido
- Museo de Arte Contemporáneo (MoMA):

Su vídeo musical «Bedtime Story» es una exposición permanente del museo
- Centro Cultural Matucana 100:

En 2015, se llevó a cabo una exposición llamada «De Madonna a Madonna», con imágenes que construyen la historia de la mujer
- M. H. de Young Memorial Museum:

En este museo se exhibe el corsé cónico que utilizó en el Blond Ambition World Tour, diseñado por Jean-Paul Gaultier
- Hard Rock Cafe París:

Muchas prendas de Madonna son exhibidas en este Hard Rock Cafe, incluido el corsé diseñado por Jean-Paul Gaultier
- Museo de la Moda (Chile):

Su corsé diseñado por Jean-Paul Gaultier es exhibido en este museo
- Museo Municipal de Guayaquil:

En este museo se llevó a cabo en 2013, la exposición «Madonna: Ícono cultural-arte, moda y filatelia» de varias disciplinas, incluidos el arte, moda y filatelia sobre la cantante
- Newbridge Silverware Museo de iconos de estilo:

Es la colección más grande sobre objetos de Madonna, adquiridos por Julien's Auctions
- (2012—2013) «Madonna – A Transformational Exhibition»: una gira multimedia que inició en W Times Square, W New York, W Downtown, W Union Square, y W Hoboken. También se presentó internacionalmente, incluidos los W Ciudad de México, W París y W Singapur[93]
- (2010) «Under The Influence of Madonna»: exposición creada por los artistas gay Adrian y Shane[94]
- (2009) «Simply Madonna»: es la colección privada de Madonna más grande en todo el mundo, donde exhibe artefactos, películas y vestuarios de la cantante. Es exhibido en el Black Eagle Brewery[95]

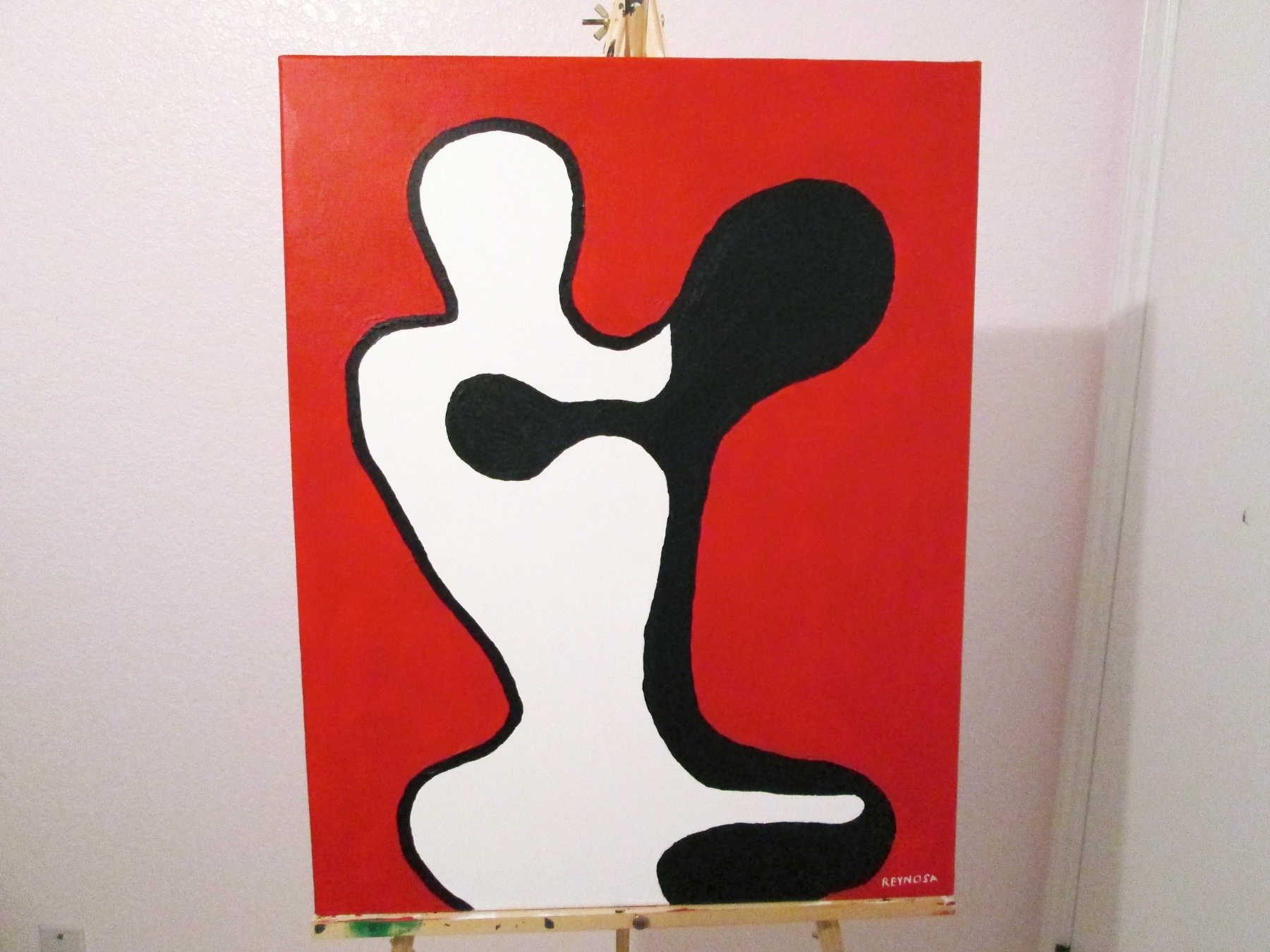
Pintura de Madonna y Dios que representa unidad
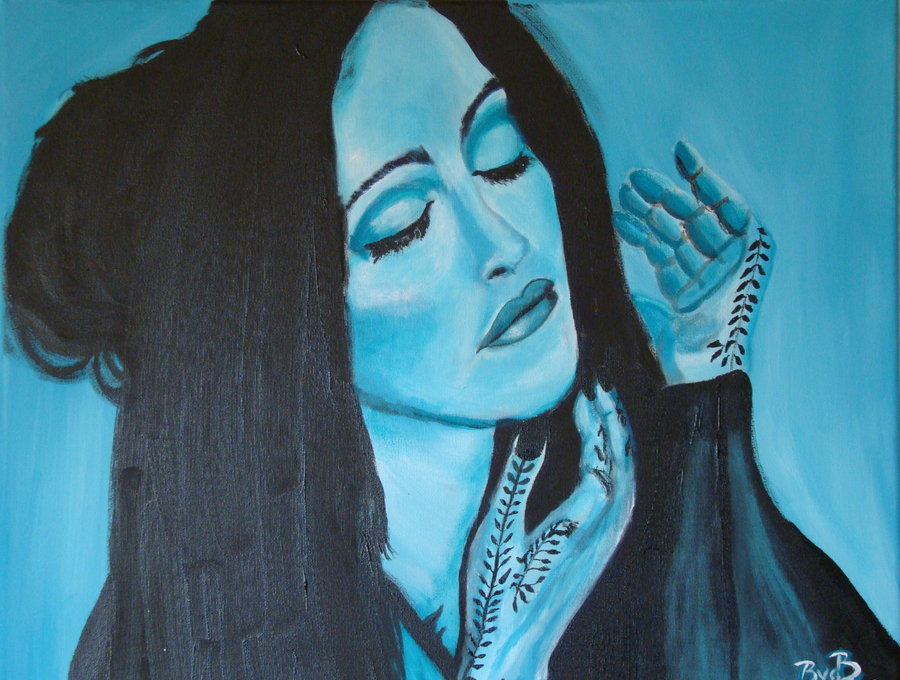
Pintura que representa a Madonna y su estilo en el vídeo de «Frozen»
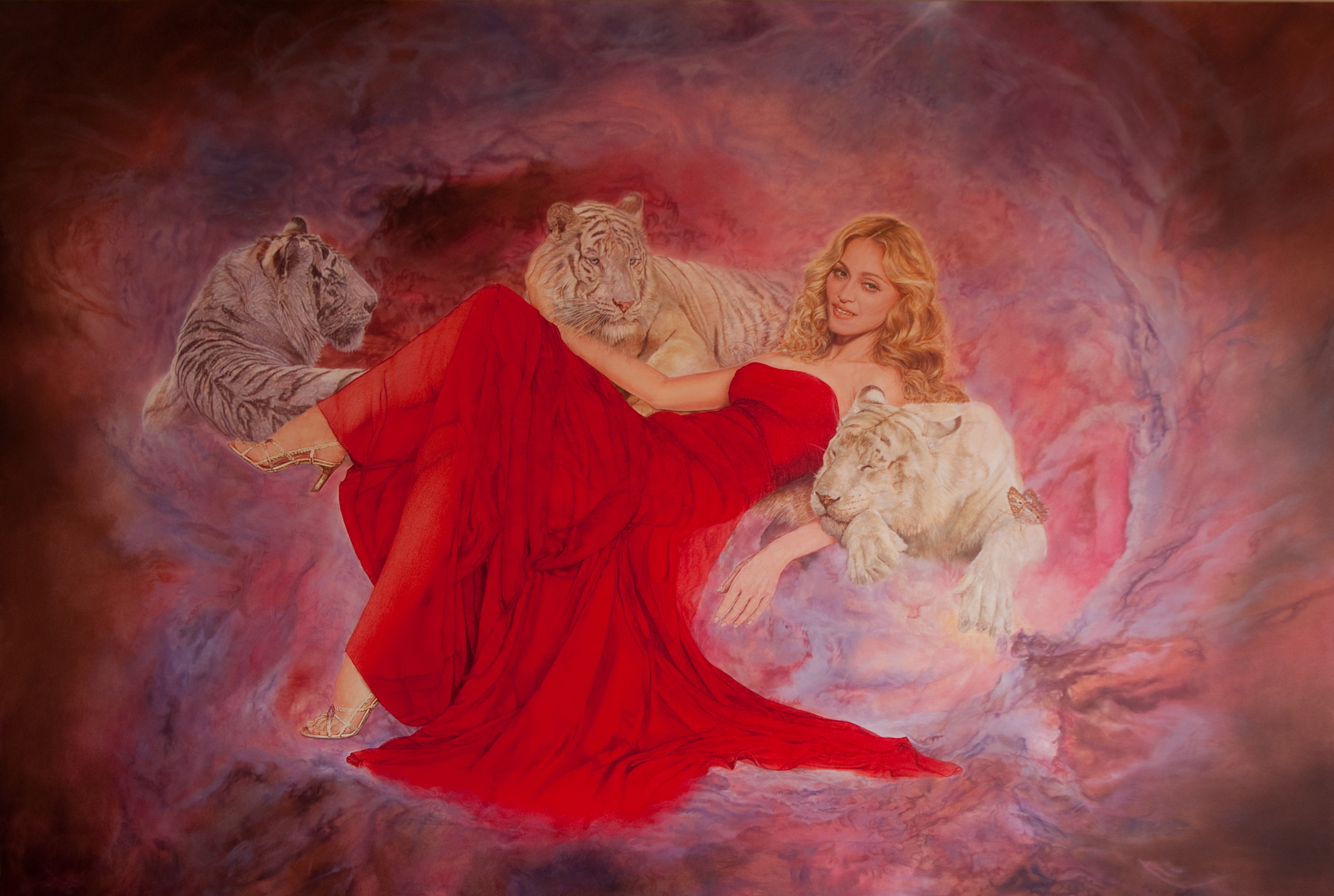
Madonna en una pintura por el pintor Oscar Caseres
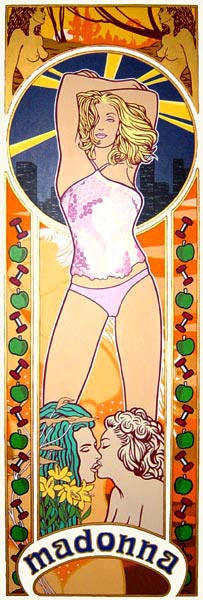
Una obra del artista británico Paul Harvey

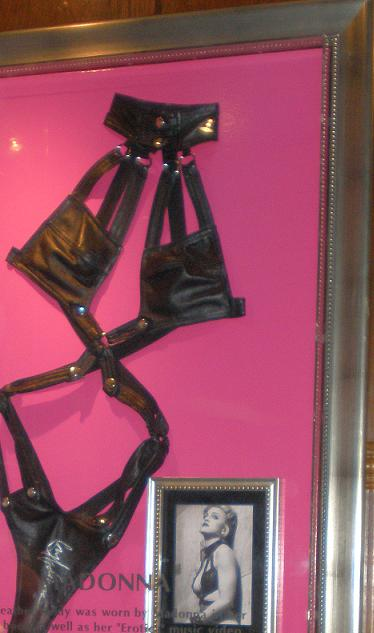
Vestimenta de Madonna utilizada para el libro Sex y el álbum Erotica exhibido en el Hard Rock Cafe de París
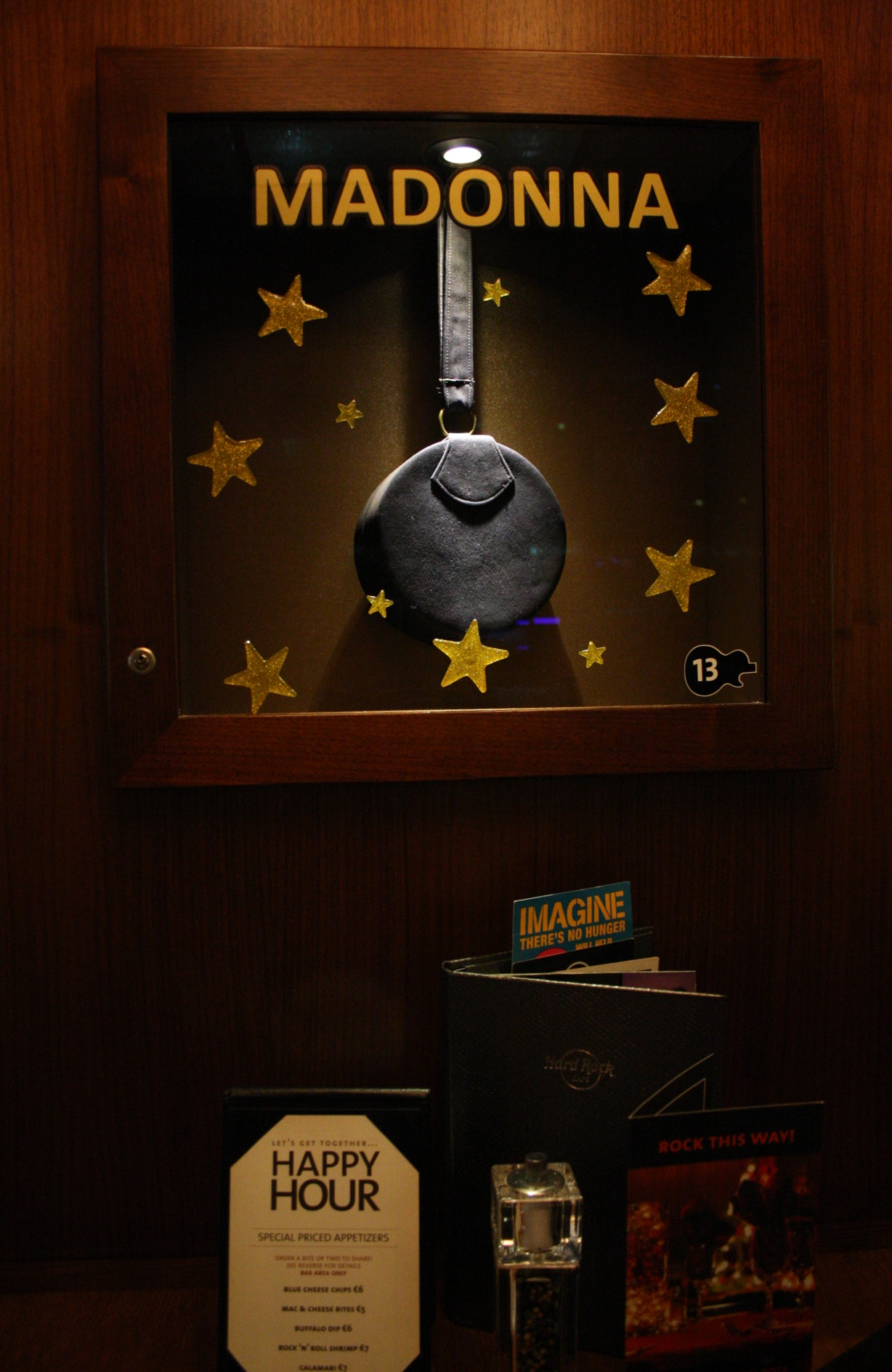
Vestimenta de Madonna exhibida en el Hard Rock Cafe de Florencia
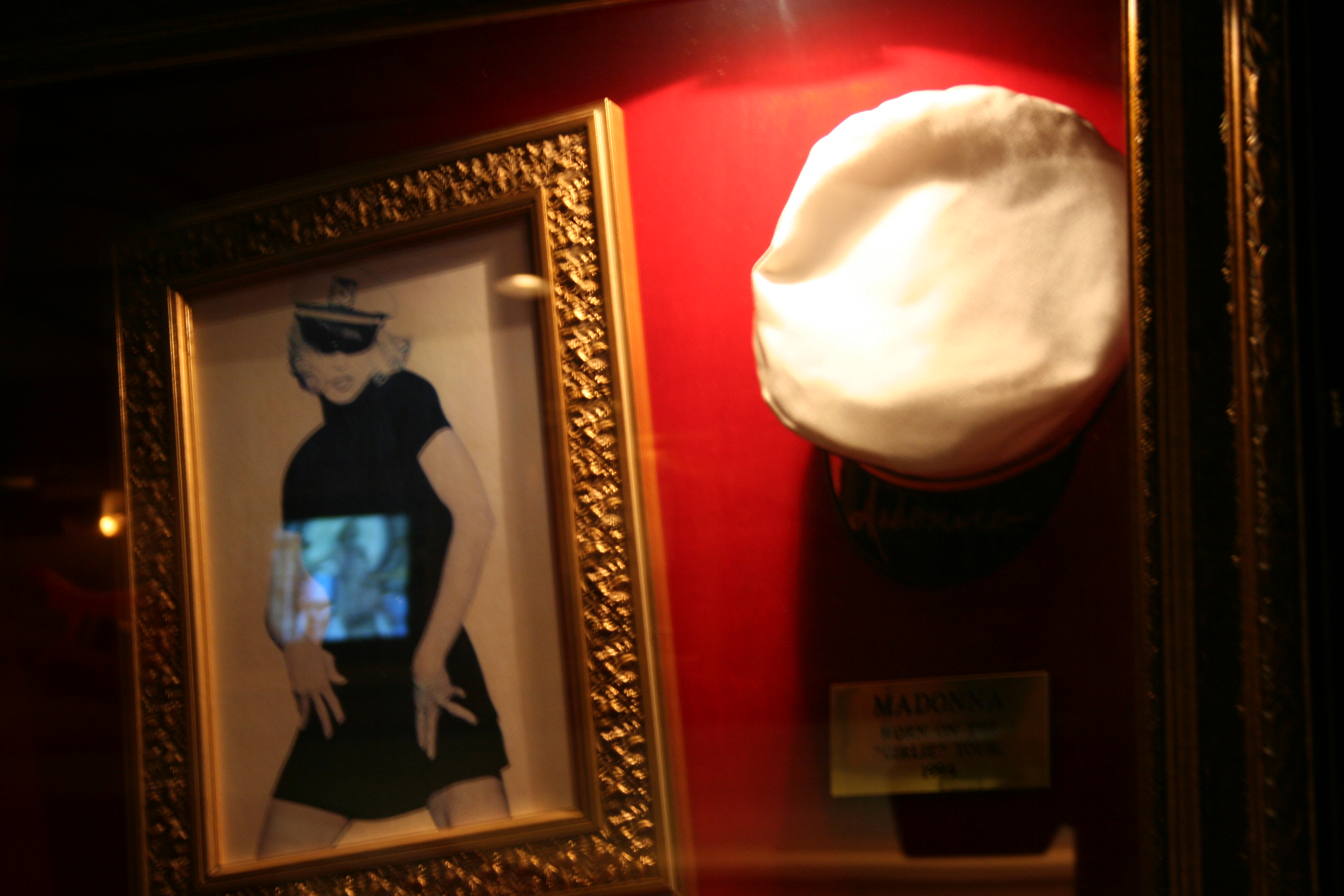
Vestimenta de Madonna exhibida en el Hard Rock Cafe de Copenhague
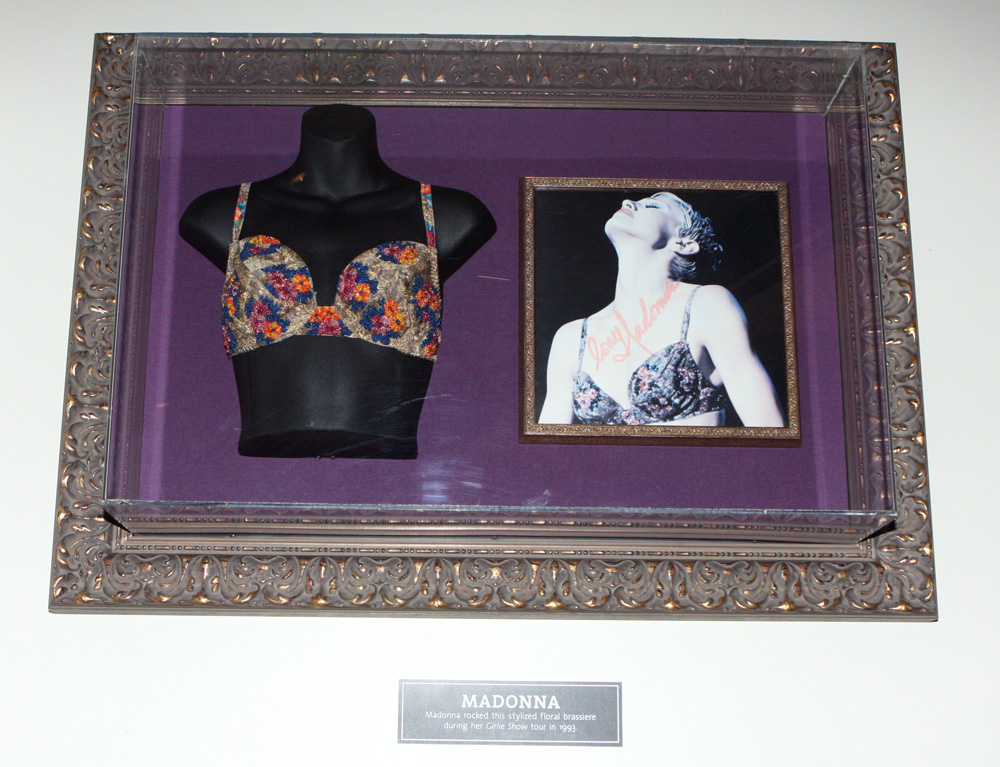
Vestimenta de Madonna exhibida en el Hard Rock Cafe de Sídney

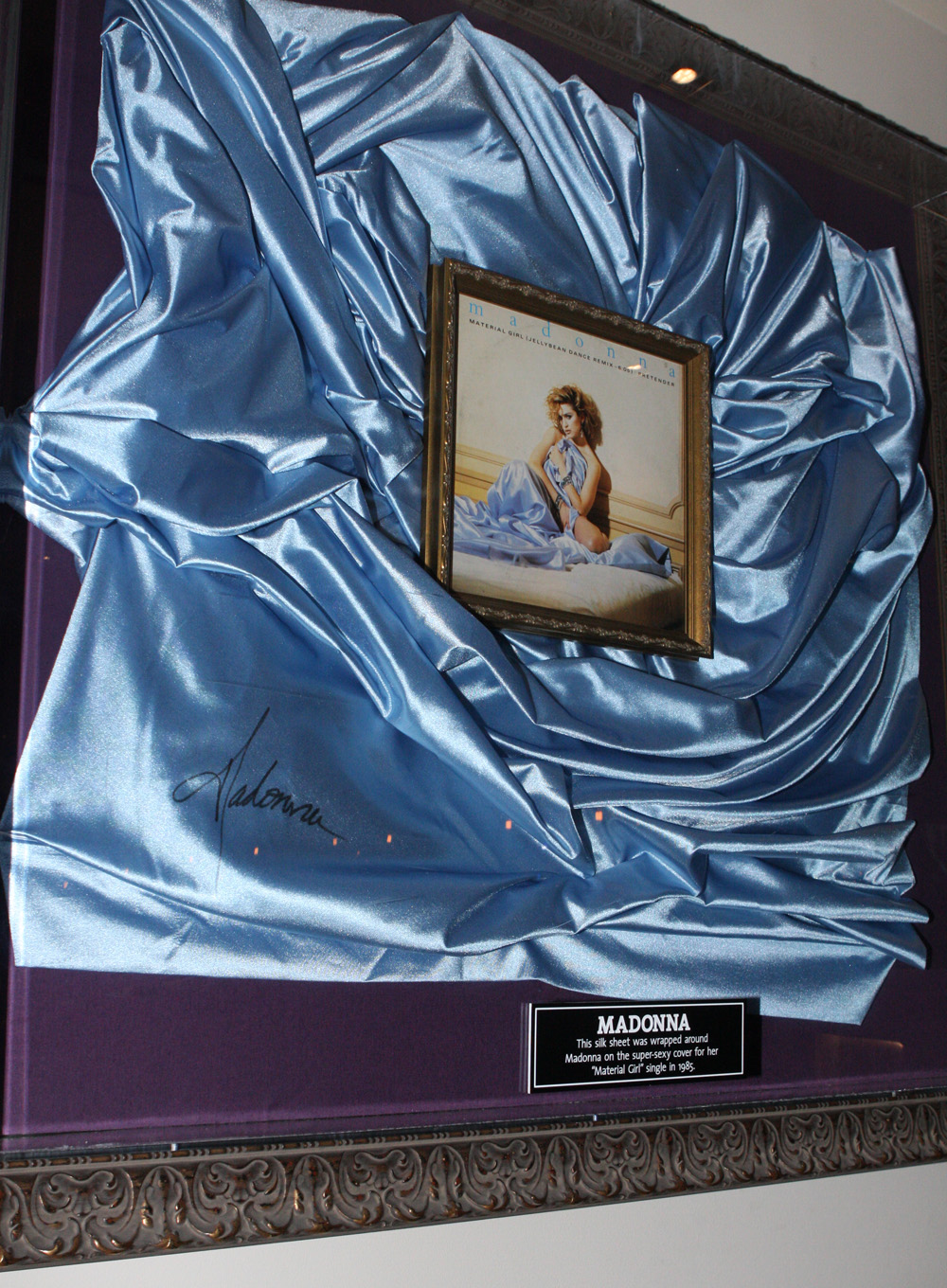
Madonna en el Hard Rock Cafe de Sídney
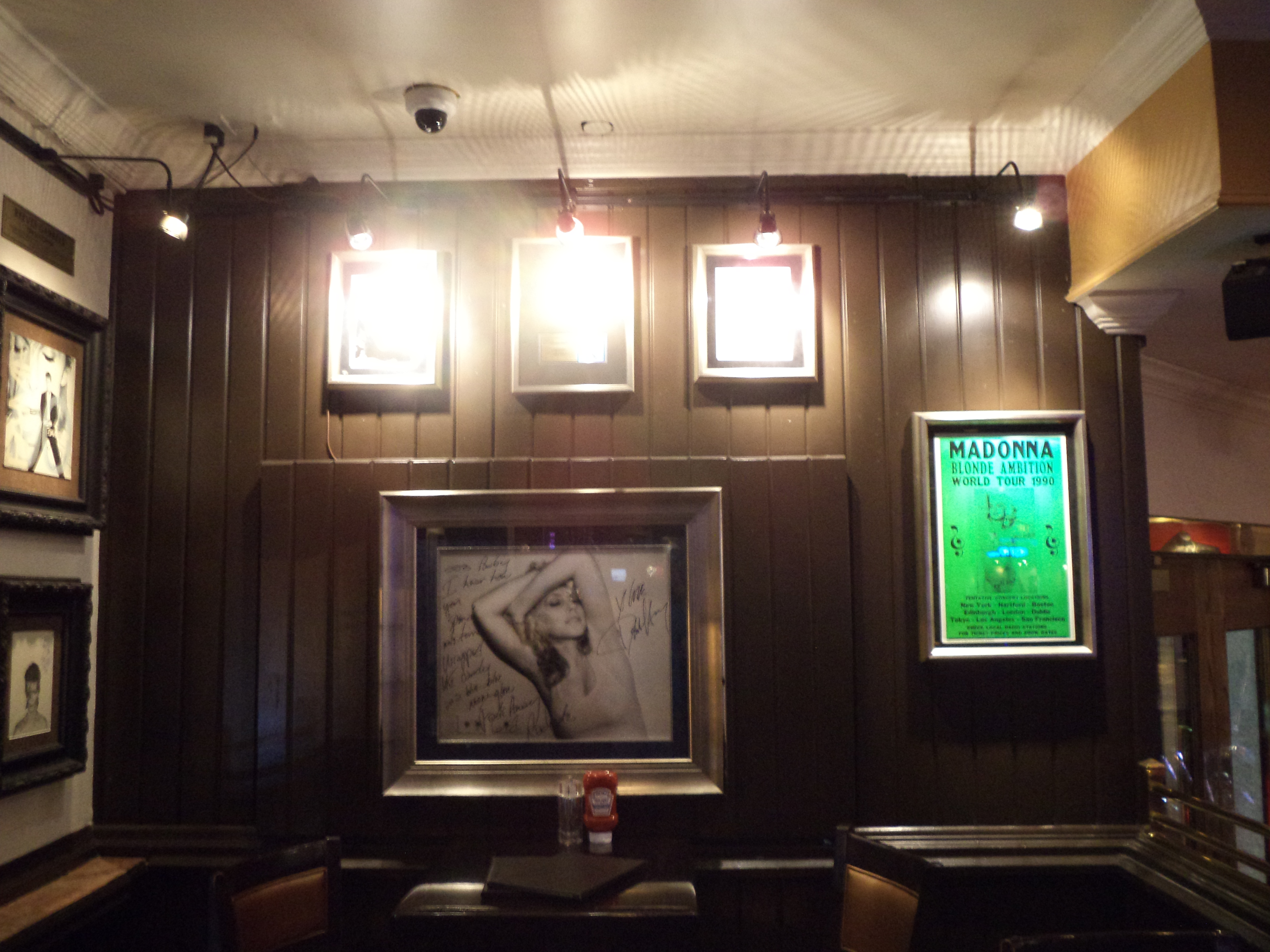
Madonna en el Hard Rock Cafe de Atlanta
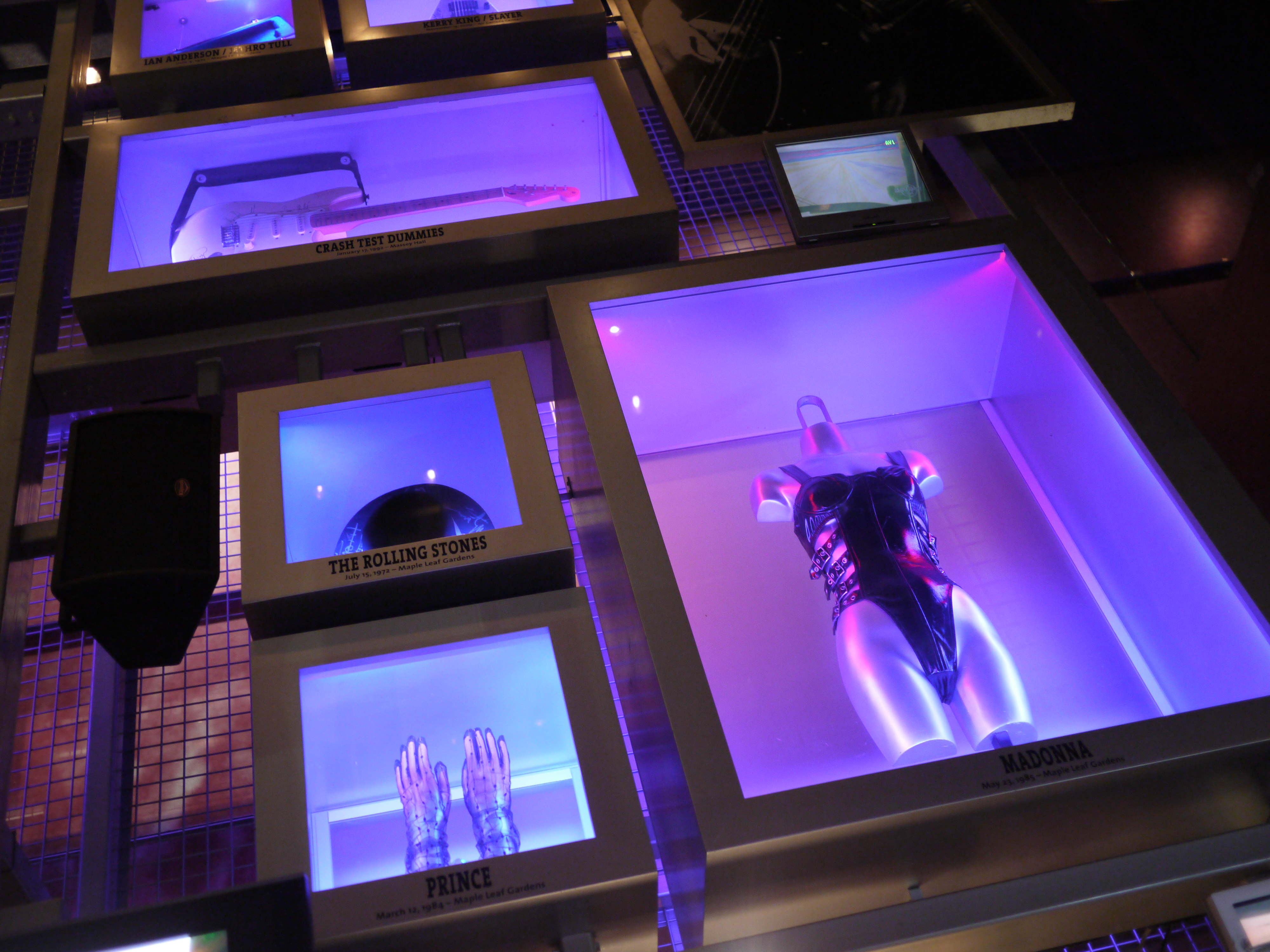
Vestimenta de Madonna exhibida en el Hard Rock Cafe de Toronto
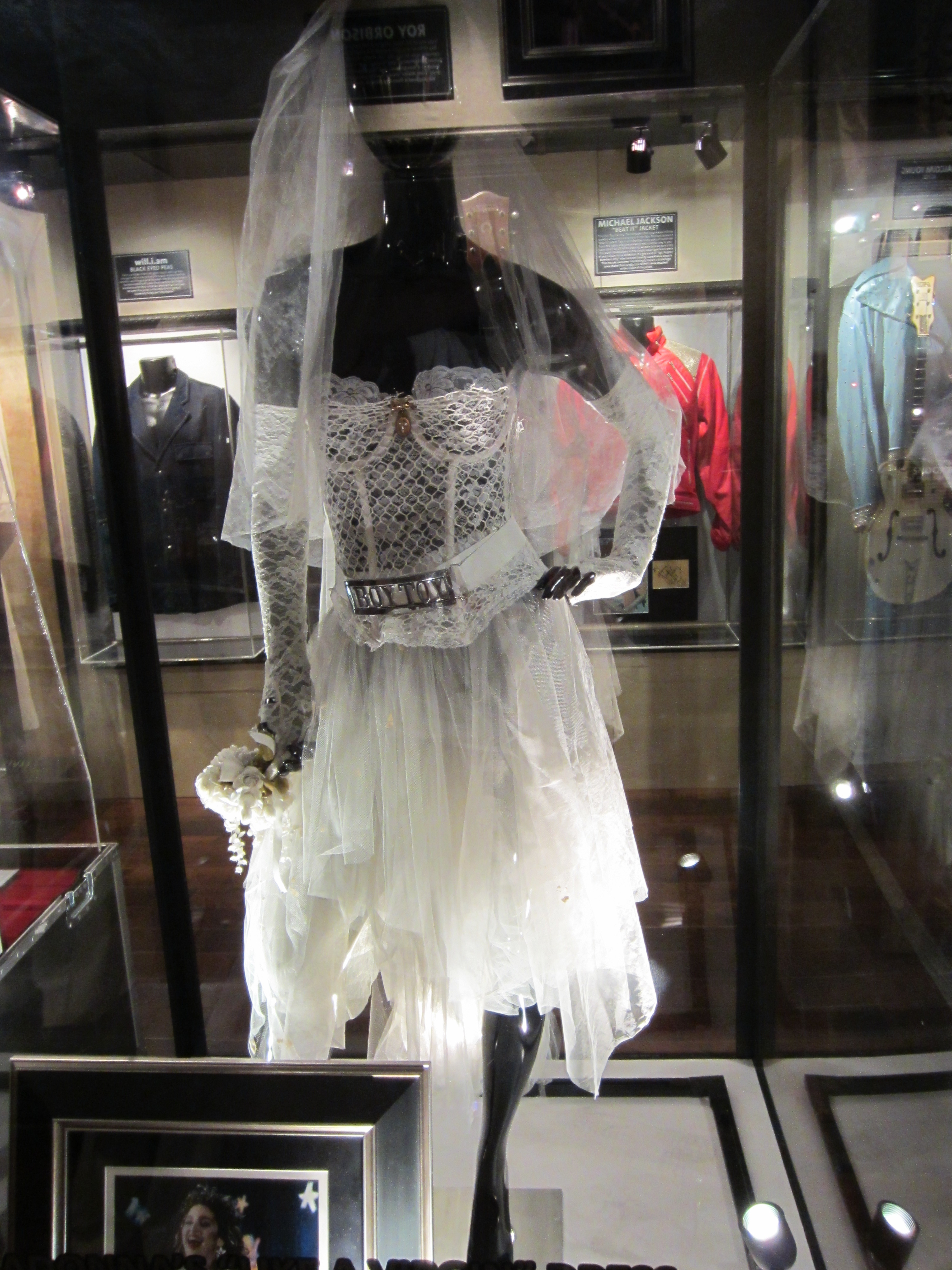
Vestido de la era Like a Virgin exhibido en el Hard Rock Cafe

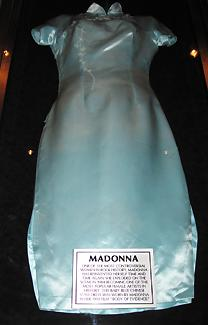
Vestido que Madonna utilizó en la película Body of Evidence exhibido en el Hard Rock Cafe de Oslo
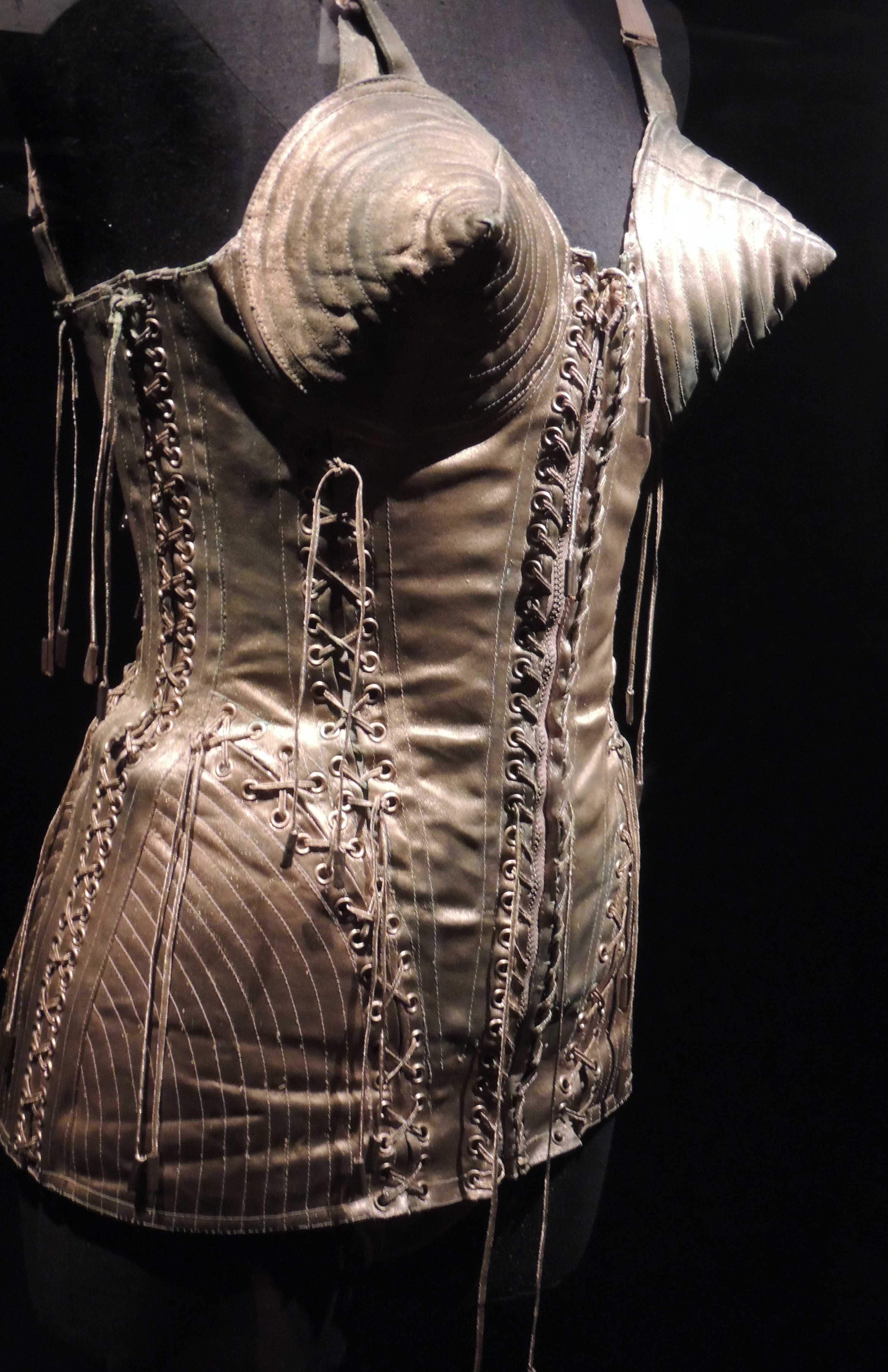
Maniquí con el corsé cónico diseñado por Jean Paul Gaultier
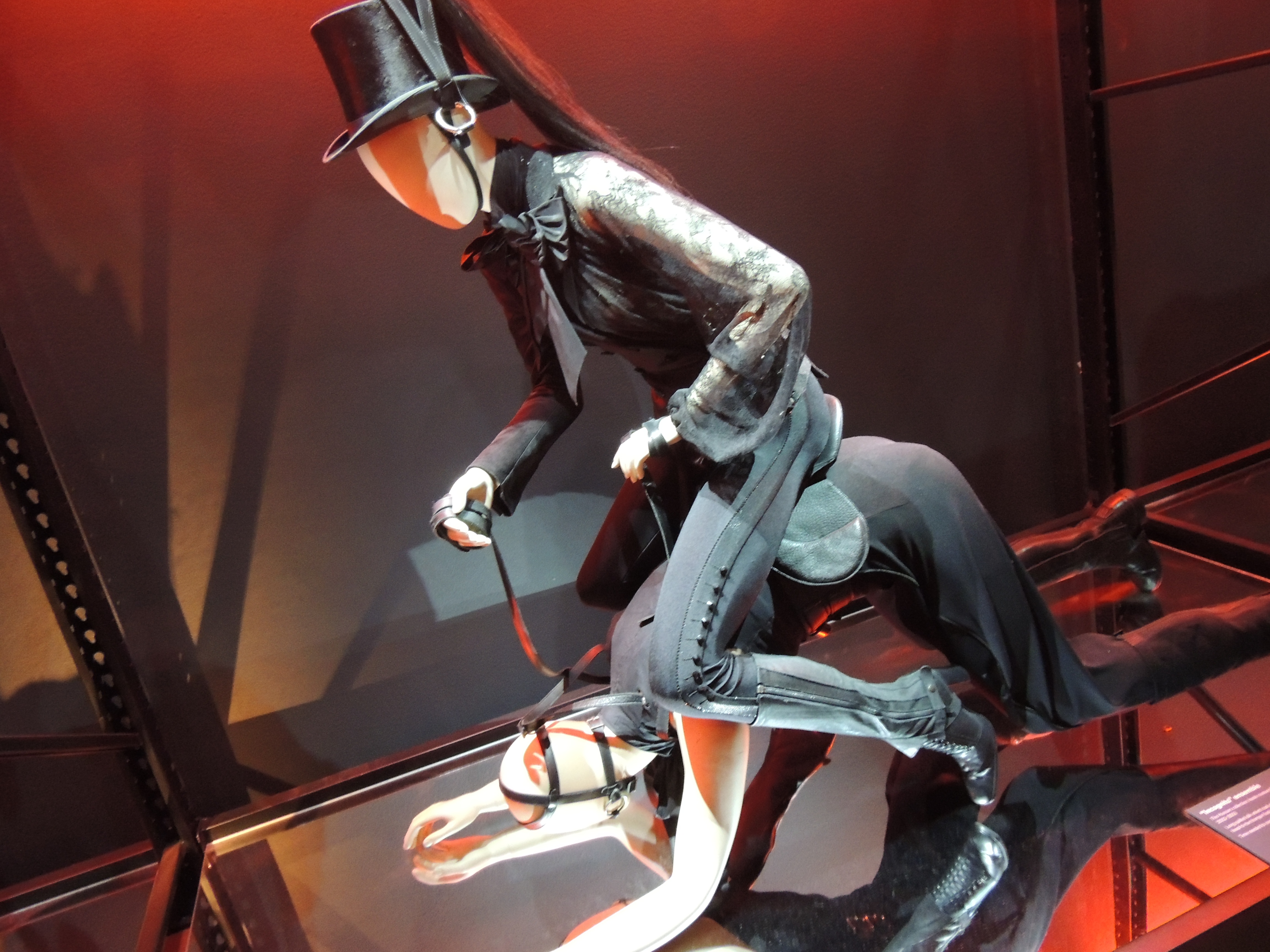
Maniquí con la vestimenta que Madonna utilizó en un segmento del Confessions Tour diseñado por Jean Paul Gaultier
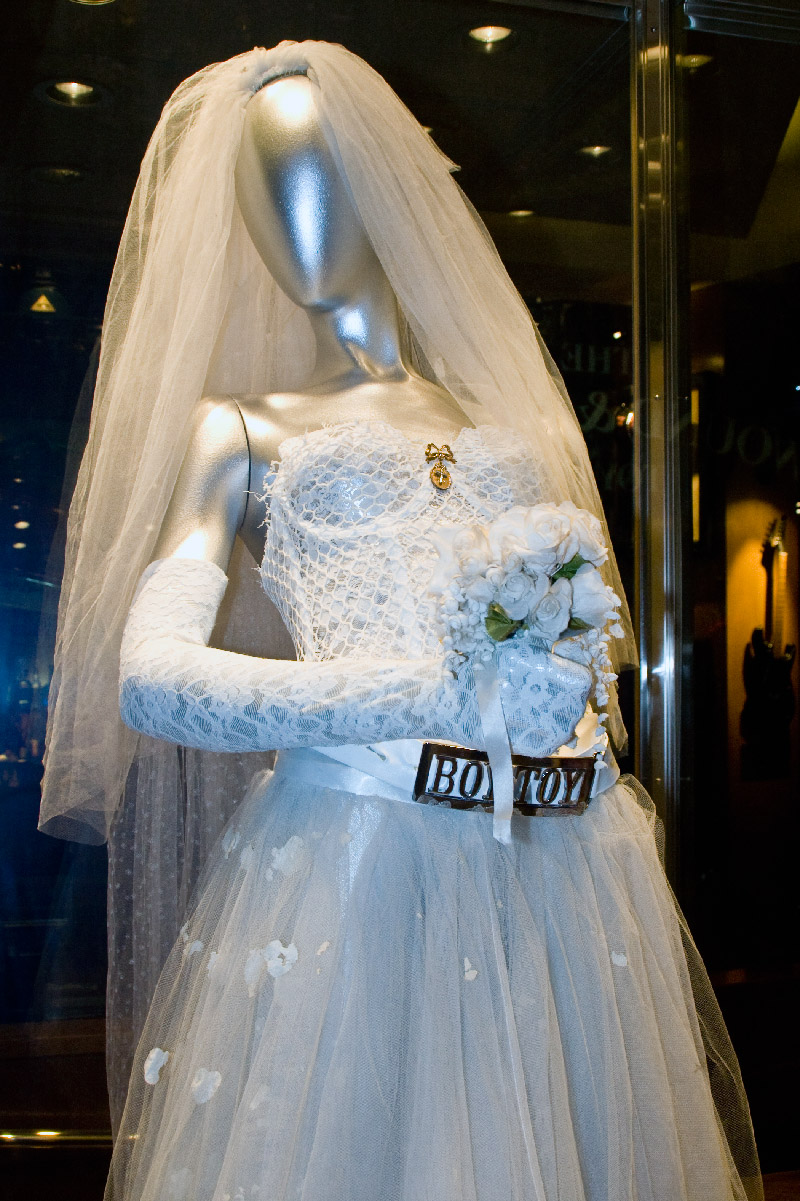
Maniquí con la vestimenta de la era Like a Virgin

### Bandas y artistas tributos
- Ciccone Youth
- Mad'House
- Mad Donna
- Material Girls

### Canciones y vídeos musicales
- (1993) «Dearest Madonna», por Pilsen (y la participación de Ronnie Biggs en voz), en su disco debut Bajo Otra Bandera.
- (2008) «She's Madonna» por Robbie Williams
- (2002) «Do It With Madonna» por The Androids[96]
- (2015) «Madonna» por Drake
- (2004) «Ode to Madonna» por Zolof the Rock & Roll Destroyer[97]
- (2003) «Te lo juro por Madonna» por Plastilina Mosh para el álbum Hola Chicuelos

### Celebridades como Madonna
- Eminem:

En el vídeo de «Just Lose It» el cantante parodia a Madonna y su época del Blond Ambition World Tour

### Ciencias naturales y sociales
- Echiniscus Madonnae: una especie de tardígrados nombrados en honor al legado de Madonna (estos animales pueden vivir decenas de años) por ser uno de los artistas más importantes de todos los tiempos[1]
- Madonna Studies
- Madonna wannabe
- Madonna piercing: es una moda de piercing del labio inspirado en Madonna.[98] La portada del álbum The Whitey Album de la banda tributo Ciccone Youth, muestra un ejemplo de esta moda

### Cine
- (2006) Like a Virgin: es una película de Corea del Sur cuya trama está inspirada en Madonna y título en el álbum Like a Virgin
- (2010) Material Boy: una película cuya trama está inspirada en Madonna y título en su canción «Material Girl». Se presentó en el festival internacional en Tel Aviv de filmes LGBT[99]

### Cómics
- (2011) Madonna no existe: es obra del autor Julián Almazán bajo Edicions De Ponent[100][101]
- (2011) Female Force: Madonna: de la serie de cómics por Bluewater Productions[102]
- (2009) X-Men: Legacy: #255 usaron como portada la fotografía del sencillo «Vogue»[103]

### Gastronomía
- The Coca-Cola Company:

En 2012, la compañía creó una botella inspirada en Madonna que fue diseñada por Jean-Paul Gaultier. Se lanzó únicamente en Europa en edición limitada
- PizzaExpress:

La compañía creó en 2011, una pizza inspirada en la portada de su álbum True Blue
- Hard Rock Cafe Madrid:

La empresa creó una hamburguesa italiana inspirada en las raíces italianas de Madonna
- Domenico Crolla: este chef creó una pizza en forma de Madonna[107]

### Internet
Existen diversidad de referencias sobre Madonna en Internet, incluyendo memes. Por ejemplo, en 2015 con su caída en la presentación de los premios Brit, Madonna rompió récord de trending topic en Twitter y muchas personalidades y medios musicales o no, se pronunciaron al respecto a través de la televisión, radio, prensa escrita y redes sociales.
- Celebridades sobre Madonna:

Stromae posteó en Instagram un dibujo de él junto a Madonna
- Epic Rap Battles of History:

«Rihanna vs Madonna»
«Rebecca Black vs Madonna»
- Emojis:

En 2015, el director artístico brasileño Bruno Leo Ribeiro creó varios emoticonos de Madonna para utilizarlo en varias redes sociales y microblogging como Tumblr
- Virus:

En 2001, un virus llamado W32/Madonna.A apareció en Internet
En 2002, la propia artista informó sobre un virus que circulaba en la web con su nombre («VBS.Madoona»)
En 2009, piratas cibernéticos utilizaron un virus con el nombre de Madonna para difundirlo en los Estados Unidos. El mensaje del virus aseguraba que la «Reina del Pop» se había enfermado de gripe porcina

### Literatura
- Keith Elliot Greenberg: Madonna (1986)[114]
- Karl Lagerfeld: Madonna Superstar Photographien (1988)[115]
- Robert Matthew-Walker: Madonna The Biography (1989)[116]
- Christopher Andersen: Madonna: Unauthorized (1991)[117]
- Mark Bego: Madonna: Blonde Ambition, The Inside Story (1992)[118]
- Diedrich Diederichsen: Das Madonna Phänomen (1993)[119]
- Adam Sexton: Desperately Seeking Madonna: In Search of the Meaning of the World's Most Famous Woman (1993)[76]
- Kay Turner: I Dream of Madonna: Women's Dreams of the Goddess of Pop (1993)[120]
- Mike Fleiss: Madonna speaks (1993)[121]
- Michel Dion y Jean Baudrillard: Madonna, érotisme et pouvoir (1994)[122]
- Leeza Gibbons and Nicole Clear: Madonna: Pop Culture Legends (1994)[123]
- Camille Paglia: Madonna Megastar: Photographs (1994)[124]
- Matthew Rettenmund: Encyclopedia Madonnica (1995)[125]
- Karlene Faith: Madonna: Bawdy and Soul (1997)[126]
- J. Randy Taraborrelli: Madonna: An Intimate Biography (2001)[127]
- Tim Footman: Maximum Madonna: The Unauthorised Biography of Madonna (2001)[128]
- Andrew Morton: Madonna (2002)
- Georges Claude Guilbert: Madonna As Postmodern Myth (2002)[129]
- Helmut Newton y Peter Lindbergh: Madonna[130]
- Lucy O'Brien: Madonna: Like an Icon (2007)
- Miranda Sawyer: Madonna (2008)[131]
- Christopher Ciccone, Wendy Leigh: Life with My Sister Madonna (2008)
- Jessica Valenti: Madonna and Me: Women Writers on the Queen of Pop (2012)[132]
- Michael Essany: Madonna: Fighting Her Fade (2012)[133]
- Alina Simone: Madonnaland (2016)[134]

### Moda
- (1985) «Madonnaland» una boutique que seguía el estilo de Madonna, abierto por la tienda departamental Macy's[135][136]

### Muñecas, juguetes y estatuas de cera
- Mattel:

Al crear en la década de 1980, la primera barbie afroamericana, fue inspirada por Madonna y MTV
- Magia2000:

Los artistas italianos Mario Paglino y Gianni Grossi, quienes han trabajo con Mattel, han producido hasta el 2015, más de 56 Madonna barbies
- Madame Tussauds de Londres:

En este museo poseen 3 estatuas de cera de la cantante
- Madame Tussauds de Nueva York:

En este museo hay una estatua de cera de la cantante
- Madame Tussauds de Las Vegas:

En este museo hay 2 estatuas de cera de la cantante
- Madame Tussauds de Washington D.C.:

En este museo hay una estatua de cera de la cantante
- Madame Tussauds de Hong Kong:

En este museo hay una estatua de cera de la cantante
- Madame Tussauds de Berlín:

En este museo hay una estatua de cera de la cantante
- Madame Tussauds de Ámsterdam:

En este museo hay una estatua de cera de la cantante
- Madame Tussauds de Sídney:

En este museo hay 3 estatuas de cera de la cantante; la primera vez en la historia de este museo en la localidad, que una mujer posee 3

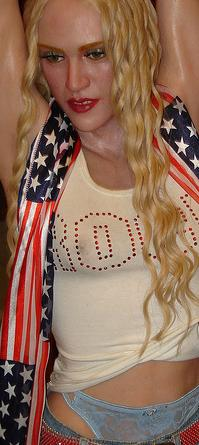
Madonna en el Museo de cera de México
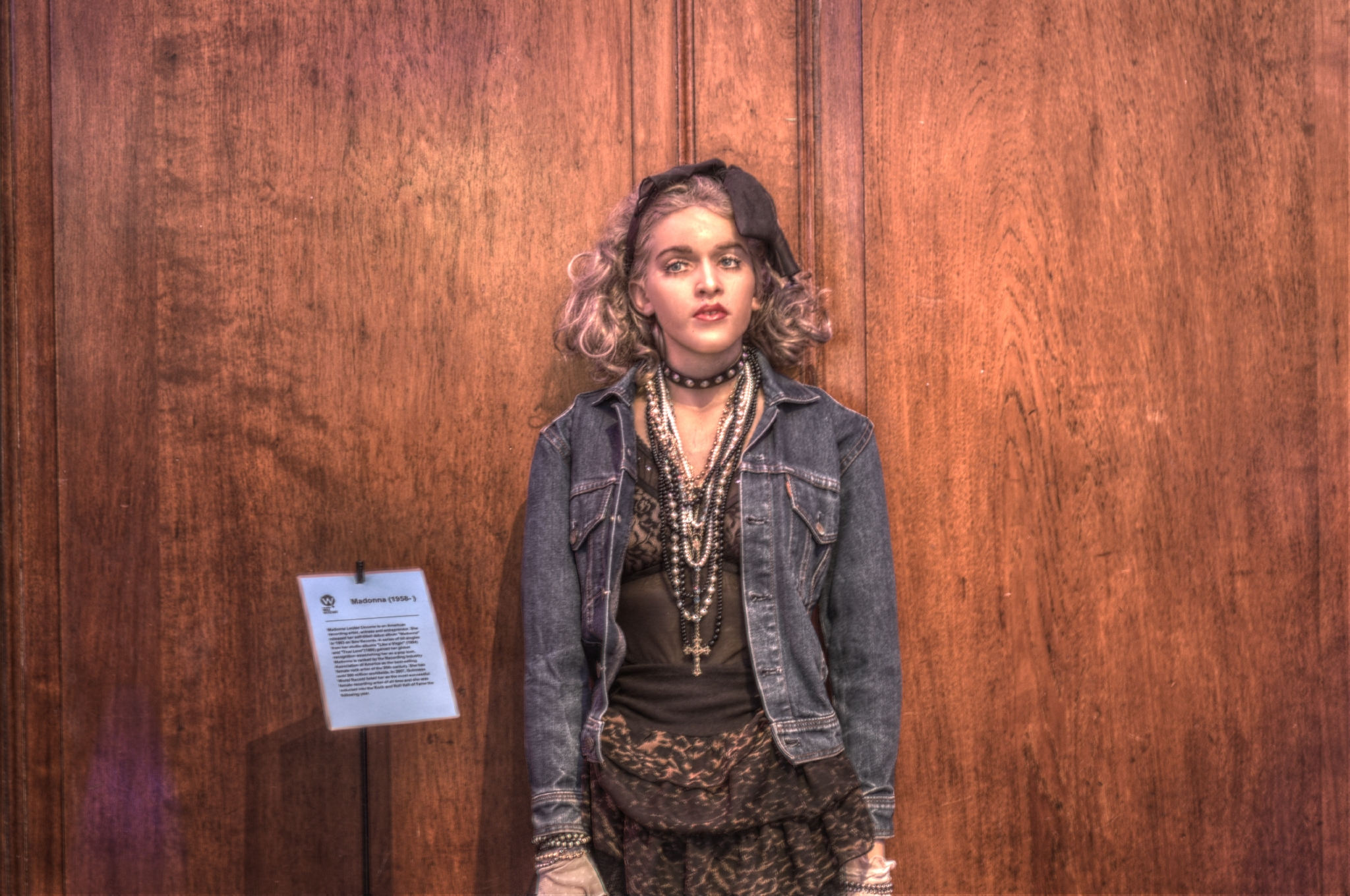
Madonna en el Museo Nacional de Cera de Irlanda

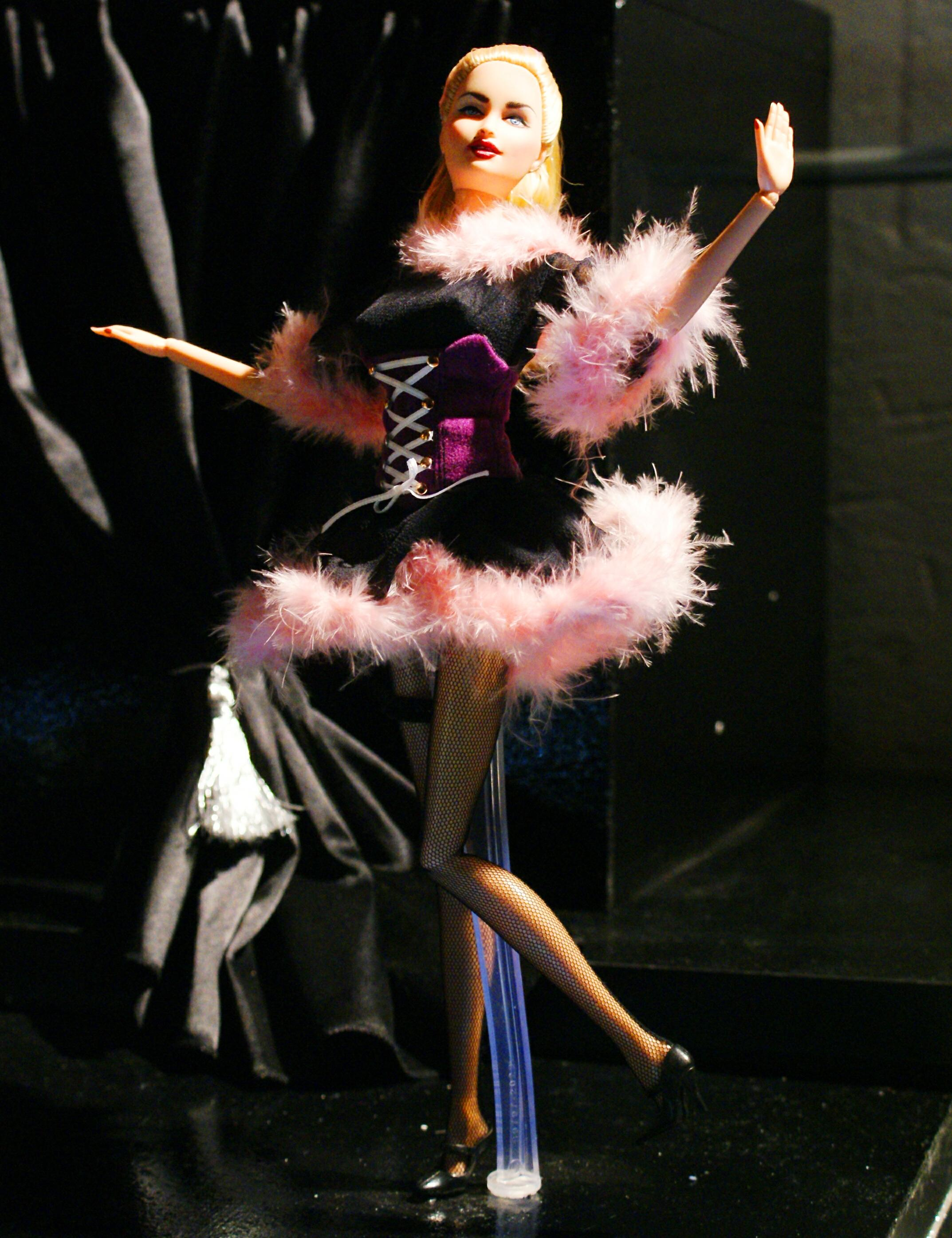
Una muñeca de Madonna en representación del Blond Ambition World Tour

### Name-droppings

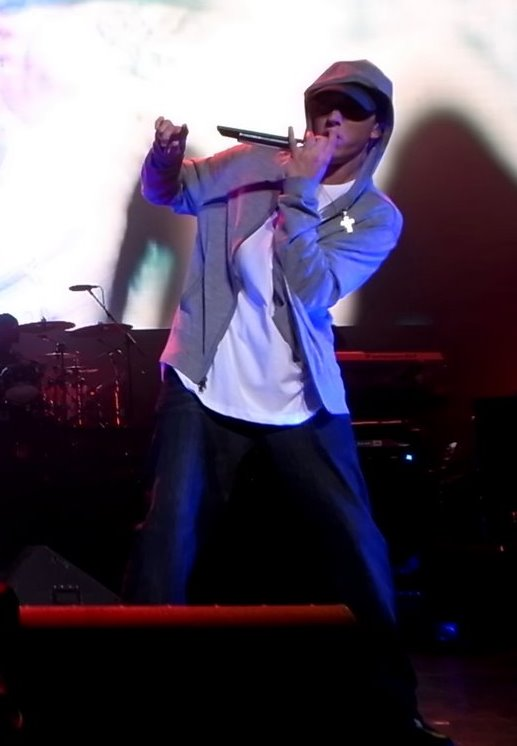
Eminem es uno de los muchos artistas que han mencionado a Madonna en sus obras. Al menos, en cinco de sus canciones.

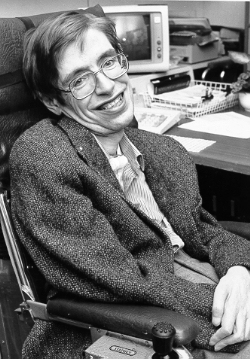
El científico Stephen Hawking es una de las figuras que han hecho name-droppings sobre Madonna.

- Stephen Hawking: el científico dijo en una ocasión: «he vendido más libros sobre física que Madonna sobre sexo».[148]

- Emilio Azcárraga Milmo dijo: «si Ross (el principal ejecutivo de la Warner) quiere que Madonna haga un disco, tiene que ponerse de rodillas y rogarle, yo en cambio diría "al carajo con Madonna", solo es una cantante, en Televisa fabricamos una nueva Madonna cada semana».[149]

- Eminem

En «Fubba U Cubba Cubba» menciona a la artista con la lírica «la prensa piensa que soy el nuevo Madonna»
En «Shady XV», del mismo álbum, hace mención de Madonna
En «Medicine Ball»
En «GOAT»
En «A Drop in the Ocean»
- Nicki Minaj: hace mención de Madonna en su canción «Girls Fall Like Dominoes» de Pink Friday[154]

- Rihanna: la cantante menciona a Madonna en su canción «Bad Bitch»[155]

- Train: hacen mención de Madonna y su álbum Like a Virgin en su tema del 2009, «Hey, Soul Sister»[156]

- Black Eyed Peas: hacen mención de Madonna en la canción «My Humps»[157]

- Calle 13: Calle 13 menciona a la artista en su canción «Electro movimiento»[158]

- Nickelback: él menciona a la artista en su canción «She's Got Me Runnin Round»[159]

- Jaden Smith: él menciona a la cantante en su tema «Offering»[160]

- Fifth Harmony: hacen mención de Madonna en la canción «Brave, Honest, Beautiful»[161]

- Alizée: en su canción «Blonde» la cantante hace mención de Madonna[162]

- JoJo: JoJo menciona a la artista en su canción «Sexy To Me»[163]

- Steel Panther: hacen mención de Madonna en la canción «Death To All But Metal»[164]

- Meek Mill

El rapero estadounidense hace mención de Madonna en la canción «A1 everything»
En la canción «RICO» junto a Drake hacen mención sobre Madonna
- 38 Special: hacen mención de Madonna en la canción «Hold On Loosely»[167]

- Bowling for Soup: hacen mención de Madonna en la canción «1985»[168]

- The Script: hacen mención de Madonna en la canción «Without Those Songs»[169]

- ASAP Rocky: el rapero menciona a Madonna en su canción «Fashion Killa»[170]

- Damian Marley: el jamaiquino menciona a Madonna en su canción «Friends»[171]

- Stone Sour: hacen mención de Madonna en la canción «Absolute Zero»[172]

- Alesah Dixon: la cantante brasileña en su canción del 2009 «Let's Get Excited» hace mención de Madonna y también de su sencillo «Into the Groove»

- At Sunset: hacen mención de Madonna en la canción «Every Little Thing»[173]

- Bridget Jones: The Edge of Reason: la protagonista enseña el tema a un grupo de mujeres en una prisión tailandesa, ya que, en su opinión, no estaban cantándolo correctamente. Además les dice: «¡Madonna es perfeccionista!»[174]

- Grey's Anatomy: el personaje de Cristina Yang tararea la canción «Like a Virgin» durante una cirugía para concentrarse. Sin embargo, cuando su asistente, Lexie Grey, comienza a cantarla en voz alta, Cristina la mira fijo hasta que se calla[175]

### Publicidad, comerciales y créditos
- Microsoft

En 2001, la compañía utilizó su sencillo «Ray of Light» para un vídeo publicitario de Windows XP
- Sunsilk

En un comercial de 2008 por la compañía de champú se utilizó tomas del vídeo de «Ray of Light». Madonna recibió $USD 10 millones por el uso de la canción
- Gap

En un comercial los artistas  Alex Greenwald, Rashida Jones y Jason Thompson utilizaron la canción «Dress You Up» para el comercial «Everybody in Vests»
- Burlesque:

La canción «Ray of Light» aparece en la película
- Beverly Hills, 90210

Fue utilizada la canción «Take a Bow» en los promos de la temporada final del 2000
- Friends

En el primer episodio de la serie, The One Where Rachel Finds Out (1995) se utilizó al final la canción de Madonna, «Take a Bow»
- En 2015, el activista Alexsandro Palomo realizó una campaña viral con el hashtag #BreakTheSilence por el Día Internacional de la Eliminación de la Violencia contra la Mujer donde incluyó a Madonna[182]

### Radio y Televisión
- (2001) La cadena BBC emitió un programa especial llamado «There is only one Madonna»[183]
- (2006) La hora chanante el programa incluyó un especial de Madonna[184]
- (2010) The Power of Madonna: decimoquinto episodio de la serie Glee
- (2015) El Trece: la producción puso en transmisión un programa inspirado en Madonna en el programa 15 Quinceañeras[185]
- Celebrity Deathmatch: «Michael Jackson vs. Madonna»[186]

#### Apariciones
- Family Guy:

(2005) En el episodio The Father, the Son, and the Holy Fonz los personajes Peter, Brian y Francis Griffin hacen mención de Madonna en una conversación y la llaman estúpida
(2006) Se hizo mención de Madonna en el episodio Saving Private Brian
(2007) Aparece una referencia cultural sobre ella en el episodio Believe It or Not, Joe's Walking on Air
(2008) El personaje Chris Griffin canta el tema «Crazy for You» en Long John Peter
(2009) En una escena de Peter's Progress aparece Madonna celebrando su decimosexto cumpleaños sugiriendo que tiene 300 años
(2011) El personaje Peter Griffin canta el tema «Ray of Light» en New Kidney in Town
(2013) El personaje Meg Griffin le dijo a Toby que necesita un corazón de Madonna, por el Día de San Valentín durante el episodio Valentine's Day in Quahog
(2014) Se hace referencia de un concierto de Madonna con el personaje de Peter
- Los Simpson:

(1991) En los sueños que tiene uno de los personales en el episodio Treehouse of Horror II, se menciona a Madonna
(1993) En una escena eliminada del episodio Krusty Gets Kancelled y emitida luego en The Simpsons 138th Episode Spectacular, Krusty el payaso intenta vender un libro muy parecido a Sex de Madonna, como solución a sus problemas financieros. Krusty posa en la portada de una manera sugestiva. Aunque, a diferencia de Madonna, Krusty nunca apareció completamente desnudo
(1995) En el episodio Who Shot Mr. Burns? (Part Two) se hace mención de Madonna
(1996) En el episodio The Exorsister! el personaje Lisa Simpson se obsesiona con Madonna y la imita
(2003) En el episodio The Regina Monologues se hace referencia a Madonna de que Homer Simpson llevara a ella de nuevo a Estados Unidos al encontrarse en Inglaterra
(2015) En uno de los episodios, Homer Simpson dijo: «estaba pensando en Madonna»
- South Park:

(2001) En el episodio Kenny Dies, el personaje de Kyle se refieró a la artista, diciendo que «Madonna es una puta vieja anoréxica que ya pasó de moda y que ahora habla con acento británico. Cree que toca guitarra y debe irse al carajo»
(2004) En el episodio Preescolar, los personajes principales consultan el libro de Madonna, Sex con el propósito de entender los senos.
(2012) En el episodio A Nightmare on Face Time de la temporada número 16, el personaje Stan Marsh dijo que «rentar DVDs es más antiguo que las tetas de Madonna»
- The God & Devil Show:

En uno de los episodios, apareció Madonna junto a la Virgen María y Dios

### Récords sobre Madonna
El personaje de Madonna en la cultura popular ha dado origen a nuevas entradas en el Libro Guinness de los Récords. El equipo del libro dijeron en una edición: «puede que no seas capaz de correr tan rápido como Michael Johnson, o vender tantos registros como Madonna... pero todos podemos establecer récords».
| Récord | Notas |
| --- | --- |
| Mayor pago para una prenda de ropa perteneciente a Madonna                                                    | De acuerdo con la edición de 1994 del Libro Guinness de los Récords, se trata de un corsé diseñado por Jean Paul Gaultier vendido en Christie's (líder en subastas desde los siglos XVIII, XIX y XX) en Londres a un precio de 12 100 euros (USD 19 360) |
| Mayor reunión de personas vestidas como Madonna/Mayor cantidad de personas vestidas como Madonna en un evento | Es un récord que 440 personas establecieron el 30 de agosto de 2014 al asistir a una fiesta anual de Drags en Nueva York |

### Títulos en obras
- (2014) La Isla Bonita: álbum de Deerhoof cuyo título se inspiró en la canción «La isla bonita»
- (2010) Madonna: un mini álbum de la banda sur coreana Secret
- (2010) «Madonna»: sencillo del EP Madonna por la banda Secret
- (2006) Material Girls: el título de esta película protagonizada por las hermanas Hilary y Haylie Duff, está inspirada en la canción «Material Girl» misma que las artistas versionaron en la obra de referencia
- (2004) Like a Virgin: es un episodio de Veronica Mars nombrado así por la obra Like a Virgin de la cantante[199]

### Versiones de canciones

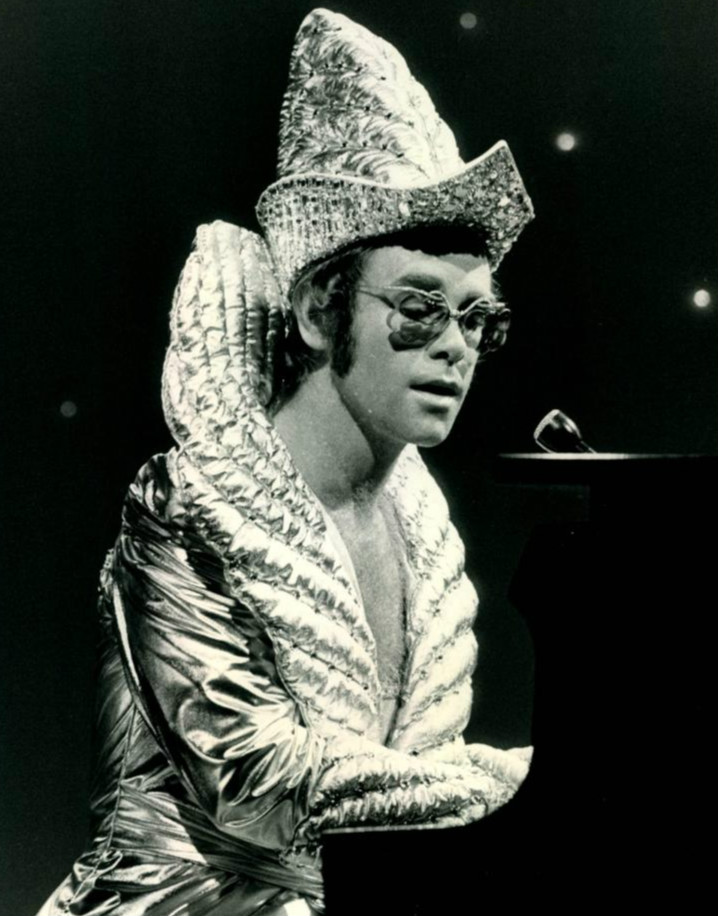
Elton John ha sido uno de los muchos artistas internacionales que han realizado más de una versión sobre canciones de Madonna.

- Adam Lambert:[200]

«Into the Groove»
«Ray of Light»
- Britney Spears:

«Material Girl»
«Vogue»
«Burning Up»
- Cristina Scuccia:

«Like a Virgin»
- Elton John:[206]

«Like a Virgin»
«Material Girl»
- Hilary Duff:

«Material Girl»
- JoJo:

«Like a Virgin»
- Kelly Clarkson:

«Express Yourself»
«Material Girl»
- Kylie Minogue:

«Vogue»
- Natasha Bedingfield:

«Ray of Light»
- Nelly Furtado:

«Like a Prayer»
- Ofra Haza:

«Open Your Heart»
- Rihanna:

«Vogue»
- Sentidos Opuestos:

«One More Chance»
- Sia:

«Oh Father»
- Shakira:

«Material Girl»
- Susan Boyle:

«You'll See»
- Wendy Sulca:

«Like a Virgin»
- Yuridia:

«Material Girl»

#### Listas de popularidad
A continuación, una tabla con algunos ejemplos sobre las versiones de otros cantantes que han entrado en las listas de éxitos más importantes del mundo:
| «Like a Prayer»                                                                          | 2002 | —  | —  | 1  | —  | 2  | 2  | 5   | 1  | —  | 1  | 2  | 3   | Mad'House (Absolutely Mad)                    |
| «Holiday»                                                                                | 2002 | —  | —  | 19 | —  | 15 | 17 | 10  | 23 | —  | 19 | 18 | 24  | Mad'House (Absolutely Mad)                    |
| «Like a Virgin»                                                                          | 2002 | —  | —  | 55 | —  | 31 | 56 | 55  | 67 | —  | —  | 98 | —   | Mad'House (Absolutely Mad)                    |
| «Papa Don't Preach»                                                                      | 2010 | —  | —  | —  | —  | —  | —  | —   | —  | —  | —  | —  | 81  | Glee (Glee: The Music, The Power of Madonna)  |
| «Express Yourself»                                                                       | 2010 | —  | —  | —  | —  | —  | —  | —   | —  | —  | —  | —  | 132 | Glee (Glee: The Music, The Power of Madonna)  |
| «Borderline / Open Your Heart»                                                           | 2010 | 78 | —  | —  | 74 | —  | —  | —   | —  | —  | —  | —  | 66  | Glee (Glee: The Music, The Power of Madonna)  |
| «Vogue»                                                                                  | 2010 | —  | —  | —  | —  | —  | —  | —   | —  | —  | —  | —  | 106 | Glee (Glee: The Music, The Power of Madonna)  |
| «Like a Virgin»                                                                          | 2010 | 87 | 99 | —  | 83 | —  | —  | —   | —  | —  | 47 | —  | 58  | Glee (Glee: The Music, The Power of Madonna)  |
| «4 Minutes»                                                                              | 2010 | 89 | —  | —  | 70 | —  | —  | —   | —  | —  | 32 | —  | 42  | Glee (Glee: The Music, The Power of Madonna)  |
| «What It Feels Like for a Girl»                                                          | 2010 | —  | —  | —  | —  | —  | —  | —   | —  | —  | —  | —  | 125 | Glee (Glee: The Music, The Power of Madonna)  |
| «Like a Prayer»                                                                          | 2010 | 27 | 28 | —  | 27 | —  | —  | —   | —  | —  | 2  | —  | 16  | Glee (Glee: The Music, The Power of Madonna)  |
| «La isla bonita»                                                                         | 2012 | 99 | —  | —  | 93 | —  | —  | —   | —  | —  | —  | —  | 152 | Glee con Ricky Martin («The Spanish Teacher») |
| «Like a Virgin»                                                                          | 2014 | —  | —  | —  | —  | —  | —  | 185 | —  | —  | —  | —  | —   | Cristina Scuccia (Sister Cristina)            |
| «Papa Don't Preach»                                                                      | 2002 | —  | 3  | —  | —  | —  | 64 | —   | 24 | 40 | —  | 65 | 3   | Kelly Osbourne (Shut Up)                      |
| «—» denota que la canción no alcanzó posición alguna o no fue lanzada en ese territorio. |      |    |    |    |    |    |    |     |    |    |    |    |     |                                               |

### Videojuegos
- En Plants vs zombis 2 aparece un zombi de Madonna característico de la era «Material Girl»

### Exposiciones y memorabilias
Se han realizado varias exposiciones de memobiliaria que han llamado la atención de los medios. En 1993, por ejemplo se llevó a cabo la primera exposición hecha en su nombre en la ciudad de Los Ángeles llamada «Justify My Life!» en el hotel Hyatt. En 2009, tuvo lugar en el Reino Unido la mayor exposición privada de objetos sobre la cantante llamada «Simply Madonna: Materials of the Girl». Algunos objetos fueron prestados por James Harknett, un coleccionista de su obra que más allá de llamarse un fanático, se nombra así mismo un «experto en Madonna» y destacó que su casa es como un «museo viviente». En 2014, se anunció la mayor subasta de recuerdos hecha en su nombre por la casa de subastas Julien's Auctions. Marquee Capital, es una compañía londinense de inversiones especializada en colección de objetos de varias celebridades de la música pop y rock, principalmente de Madonna. Al respecto, el fundador Chetan Trivedi dijo: «[Ella] es una buena inversión porque es la artista de pop más famosa de todos los tiempos. Muchas de las personas que la admiran llegarán a la cúspide de su riqueza en los próximos años». La revista Record Collector, situó a la cantante en el primer lugar de las «100 artistas femeninas más coleccionables».

### Miscelánea
- (1985) «Like a Surgeon» es una parodia a la canción «Like a Virgin» por «Weird Al» Yankovic
- (2010) Greg Scarnici publicó el libro parodia llamado Sex in Drag, imitando a Sex de Madonna[238]
- La actriz y performance Ann Magnuson, quien ya había trabajado con Madonna en la película Desperately Seeking Susan, realizó una sesión sarcástica del libro de Madonna, Sex donde insinúa relaciones sexuales con un enorme oso de peluche[239]

### Celebraciones y eventos
Hay varias discotecas o bares dedicados a ella, total o parcialmente. Un pequeño club ubicado en Belmont ofrece servicios de iglesia cada domingo de cada mes en su honor de acuerdo al sitio ChicagoNow. Según LAWeekly, Faultline Bar ofrece una fiesta trimestral llamada MaDonna Summer Party. En Irlanda existe un bar con temática de la artista y su estilo de los años 1980 que ha sido mencionado por medios como Irish Indendent. Cuando se aperturó la línea de ropa de la artista llamada Material Girl en 2010, la tienda departamental  realizó una fiesta temática de la cantante en el Dadeland Mall. A las primeras 200 personas que asistieron se les obsequió una camiseta autofotografiada por ella.   Algunas fiestas temáticas en su honor mencionadas en los medios han sido «Get into the groove» llevada a cabo en el Resorts Casino Hotel en 2010. En el Carnaval de Brasil, hay un bloco (desfile menor) que se llama «Festonna: A Madonna tá Aqui» donde se viste y toca música casi en su totalidad de su repertorio.

## Memorabilia
| Precio(s) original        | Precio obtenido | Artículo                                               | Tipo       | Fotógrafo Diseñador | Año  | Fecha de venta          | Casa de subasta  | Ref(s). |
| ------------------------- | --------------- | ------------------------------------------------------ | ---------- | ------------------- | ---- | ----------------------- | ---------------- | ------- |
| USD $20 000 - USD $30 000 | USD $179 200    | MADONNA «VOGUE» MUSIC VIDEO WORN GOWN                  | Prenda     | Desconocido         | 1990 | 19 de julio de 2020     | Julien's Live    | [ 246 ] |
| USD $20 000 - USD $30 000 | USD $96 000     | Madonna Dancing on Bar with Beer Bottle                | Fotografía | Helmut Newton       | 1990 | 9 de octubre de 2005    | Christie's       | [ 247 ] |
| USD $10 000 - USD $15 000 | USD $37 500     | Nude (Madonna)                                         | Fotografía | Lee Friedlander     | 1979 | 11 de febrero de 2009   | Christie's       | [ 248 ] |
| USD $10 000 - USD $15 000 | USD $26 400     | Madonna Blue Laying on a Blue Bed                      | Fotografía | Bettina Rheims      | 1994 | 12 de mayo de 2005      | Christie's       | [ 249 ] |
| USD $8 000                | USD $24 000     | Conical Bustier - The Girlie Show World Tour 1993      | Prenda     | Dolce & Gabbana     | 1993 | 1 de agosto de 2001     | Sotheby's        | [ 250 ] |
| USD $800 - USD $1 500     | USD $24 000     | Green sequined Jean-Paul Gaultier 1990 conical bustier | Prenda     | Jean-Paul Gaultier  | 1990 | 26 de octubre de 2005   | Live Auctioneers | [ 252 ] |
| USD $6 000 - USD $8 000   | USD $23 750     | MADONNA GIRLIE SHOW STAGE ENSEMBLE                     | Prenda     | Dolce & Gabbana     | 1993 | 10 de agosto de 2010    | Julien's Live    | [ 253 ] |
| USD $10 000 - USD $15 000 | USD $22 800     | Madonna Laughing and Holding Her Breasts               | Fotografía | Bettina Rheims      | 1994 | 11 de mayo de 2005      | Christie's       | [ 254 ] |
| USD $4 000 - USD $6 000   | USD $22 500     | Madonna gown with shoes and jewelry from Evita         | Prenda     | Penny Rose          | 1996 | 18 de junio de 2011     | Live Auctioneers | [ 255 ] |
| USD $15 000               | USD $20 550     | Black Bustier - Who's That Girl World Tour 1987        | Prenda     | Desconocido         | 1987 | 1 de agosto de 2001     | Sotheby's        | [ 256 ] |
| GBP £10 000 - GBP £15 000 | GBP £18 500     | Madonna Blue in Shiny Blue Underpants                  | Fotografía | Bettina Rheims      | 1994 | 12 de noviembre de 2007 | Christie's       | [ 257 ] |
| Desconocido               | GBP £13 99      | Handwritten lyrics for «Like a Prayer»                 | Letra      | Madonna             | 1989 | 1 de agosto de 2001     | Sotheby's        | [ 258 ] |

### Complementaria (externa)
- Globalización, cultura audiovisual y lenguas internacionales Universidad de Navarra

- Datos: Q21573330